# Women's Caucus for Art
 (octobre 2021).
La mise en forme du texte ne suit pas les recommandations de Wikipédia : il faut le « wikifier ».
Les points d'amélioration suivants sont les cas les plus fréquents :
- Les titres sont pré-formatés par le logiciel. Ils ne sont ni en capitales, ni en gras.
- Le texte ne doit pas être écrit en capitales (les noms de famille non plus), ni en gras, ni en italique, ni en « petit »…
- Le gras n'est utilisé que pour surligner le titre de l'article dans l'introduction, une seule fois.
- L'italique est rarement utilisé : mots en langue étrangère, titres d'œuvres, noms de bateaux, etc.
- Les citations ne sont pas en italique mais en corps de texte normal. Elles sont entourées par des guillemets français : « et ».
- Les listes à puces sont à éviter, des paragraphes rédigés étant largement préférés. Les tableaux sont à réserver à la présentation de données structurées (résultats, etc.).
- Les appels de note de bas de page (petits chiffres en exposant, introduits par l'outil «  Source ») sont à placer entre la fin de phrase et le point final[comme ça].
- Les liens internes (vers d'autres articles de Wikipédia) sont à choisir avec parcimonie. Créez des liens vers des articles approfondissant le sujet. Les termes génériques sans rapport avec le sujet sont à éviter, ainsi que les répétitions de liens vers un même terme.
- Les liens externes sont à placer uniquement dans une section « Liens externes », à la fin de l'article. Ces liens sont à choisir avec parcimonie suivant les règles définies. Si un lien sert de source à l'article, son insertion dans le texte est à faire par les notes de bas de page.
- La présentation des références doit suivre les conventions bibliographiques. Il est recommandé d'utiliser les modèles {{Ouvrage}}, {{Chapitre}}, {{Article}}, {{Lien web}} et/ou {{Bibliographie}}. Le mode d'édition visuel peut mettre en forme automatiquement les références.
- Insérer une infobox (cadre d'informations à droite) n'est pas obligatoire pour parachever la mise en page.

Pour une aide détaillée, merci de consulter Aide:Wikification.
Si vous pensez que ces points ont été résolus, vous pouvez retirer ce bandeau et améliorer la mise en forme d'un autre article.

Le Women’s Caucus for Art (WCA), fondé en 1972, est un organisme sans but lucratif basé à New York qui supporte les femmes artistes, historiennes de l’art, étudiantes, éducatrices, et professionnelles de musées. Le WCA organise des expositions et conférences pour promouvoir les femmes artistes et leurs œuvres et reconnaît le talent d’artistes grâce à leur prix annuel Women's Caucus for Art Lifetime Achievement Award (en). Depuis 1975, le WCA est une organisation non gouvernementale affiliée à l'Organisation des Nations unies, ce qui a élargi son influence au-delà des États-Unis. Plusieurs causes à intérêt particulier sont présentes à l’intérieur du WCA, incluant le Women of Color caucus, le Eco-Art Caucus, le Jewish Women Artist Network, le International Caucus, et le Young Women’s Caucus. La fondation du WCA est considérée comme un « grand pas » dans le mouvement d’art féministe. 

## Structure organisationnelle
Le Women’s Caucus for Art est un organisme national avec 23 sections régionales situées au travers des États-Unis. Le siège, à New York, est une organisation-cadre gouvernée par un conseil administratif national constitué d’un comité exécutif, de vice-présidents régionaux, de présidents de comité permanent, de directeurs incluant des présidents des caucus internes, et de conseillers nommés par le conseil. Le président national est élu par les membres pour un mandat de 2 ans. La moitié du conseil est nommée par le président entrant et approuvée par le conseil, et l’autre moitié est élue par les représentants de sections.

## Lauréates
Liste des lauréates par année :
- 1979 : Isabel Bishop, Selma Burke, Alice Neel, Louise Nevelson, Georgia O'Keeffe
- 1980 : Anni Albers, Louise Bourgeois, Caroline Durieux, Ida Kohlmeyer, Lee Krasner
- 1980 Alternate Awards : Bella Abzug, Sonia Johnson, Sister Theresa Kane, Grace Paley, Rosa Parks, Gloria Steinem
- 1981 : Ruth Bernhard, Adelyn Breeskin, Elizabeth Catlett, Sari Dienes, Claire Falkenstein, Helen Lundeberg
- 1982 : Bernice Abbot, Elsie Driggs, Elizabeth Gilmore Holt, Katherine Kuh, Charmion von Wiegand, Claire Zeisler
- 1983 : Edna Andrade, Dorothy Dehner, Lotte Jacobi, Ellen Johnson, Stella Kramrisch, Leonore Tawney, Pecolia Warner
- 1984/1985 : Minna Citron, Clyde Connell, Eleanor Raymond, Joyce Treiman, June Wayne, Rachel Wischnitzer
- 1986 : Nell Blaine, Leonora Carrington, Sue Fuller, Lois Mailou Jones, Dorothy Miller, Barbara Morgan
- 1987 : Grace Hartigan, Agnes Mongan, Maud Morgan, Honoré Sharrer, Elizabeth Talford Scott, Beatrice Wood ; President's Award: Patricia Hills
- 1988 : Margaret Burroughs, Dorothy Hood, Miriam Schapiro, Edith Standen, Jane Teller
- 1989 : Bernarda Bryson Shahn, Margret Craver, Clare Leighton, Betye Saar, Samella Sanders Lewis
- 1990 : Ilse Bing, Elizabeth Layton, Helen Serger, May Stevens, Pablita Velarde
- 1991 : Theresa Bernstein, Mildred Constantine, Otellie Loloma, Miné Okubo, Delilah Pierce
- 1992 : Vera Berdich, Paula Gerard, Lucy Lewis, Louise Noun, Margaret Tafoya, Anna Tate
- 1993 : Ruth Asawa, Shifra M. Goldman, Nancy Graves, Gwen Knight, Agueda Salazar Martinez, Emily Waheneka
- 1994 : Mary Adams, Maria Enriquez de Allen, Beverly Pepper, Faith Ringgold, Rachel Rosenthal, Charlotte Streifer Rubinstein
- 1995 : Irene Clark, Jacqueline Clipsham, Alessandra Comini, Jean Lacy, Amalia Mesa-Bains, Celia Alvarez Muñoz
- 1996 : Bernice Bing, Alicia Craig Faxon, Elsa Honig Fine, Howardena Pindell, Marianna Pineda, Kay WalkingStick
- 1997 : Jo Hanson, Sadie Krauss Kriebel, Jaune Quick-to-See Smith, Moira Roth, Kay Sekimachi; President's Award: Tee Corinne, Ofelia Garcia
- 1999 : Judy Baca, Judy Chicago, Linda Frye Burnham, Evangeline J. Montgomery, Arlene Raven, Barbara T. Smith
- 2001 : Joyce Aiken, Marie Johnson Calloway, Dorothy Gillespie, Thalia Gouma-Peterson, Wilhelmina Cole Holladay, Ellen Lanyon, Ruth Waddy
- 2002 : Camille Billops, Judith K. Brodsky, Muriel Magenta, Linda Nochlin, Marilyn J. Stokstad; President's Award: Barbara Wolanin
- 2003 : Eleanor Dickinson, Suzi Gablik, Grace Glueck, Ronne Hartfield, Eleanor Munro, Nancy Spero
- 2004 : Emma Amos, Jo Baer, Michi Itami, Helen Levitt, Yvonne Rainer; President's Awards: Elizabeth A. Sackler, Tara Donovan
- 2005 : Betty Blayton-Taylor, Rosalynn Carter, Mary D. Garrard, Agnes Martin, Yoko Ono, Ann Sutherland Harris ; President's Award: Andrea Barnwell
- 2006 : Eleanor Antin, Marisol Escobar, Elinor Gadon, Yayoi Kusama; President's Award: Maura Reilly
- 2007 (co-organisé avec le College Art Association Committee on Women in the Arts) : lauréats WCA : Barbara Chase-Riboud, Wanda Corn, Buffie Johnson, Lucy R. Lippard, Elizabeth Murray ; President'sAward : Connie Butler ; CWA Award Recipients: Ferris Olin, Judith K. Brodsky
- 2008 : Ida Applebroog, Joanna Frueh, Nancy Grossman, Leslie King-Hammond, Yolanda López, Lowery Stokes Sims ; President's Award : Santa Barraza, Joan Davidow, Tey Marianna Nunn
- 2009 : Maren Hassinger, Ester Hernandez, Joyce Kozloff, Margo Machida, Ruth Weisberg ; President's Award : Catherine Opie, Susan Fisher Sterling
- 2010 : Tritobia Hayes Benjamin, Mary Jane Jacob, Senga Nengudi, Joyce J. Scott, Spiderwoman Theater (Lisa Mayo, Gloria Miguel, Muriel Miguel) ; President's Award : Juana Guzman, Karen Reimer
- 2011 : Beverly Buchanan, Diane Burko, Ofelia Garcia, Joan Marter, Carolee Schneemann, Sylvia Sleigh ; President's Award for Art & Activism : Maria Torres
- 2012 : Whitney Chadwick, Suzanne Lacy, Ferris Olin, Bernice Steinbaum, Trinh T. Minh-ha ; President's Award for Art & Activism : Karen Mary Davalos, Cathy Salser
- 2013 : Tina Dunkley, Artis Lane, Susana Torruella Leval, Joan Semmel ; President's Award for Art & Activism : Leanne Stella
- 2014 : Phyllis Bramson, Harmony Hammond, Adrian Piper, Faith Wilding ; President's Award for Art & Activism : Hye-Seong Tak Lee, Janice Nesser-Chu
- 2015 : Sue Coe, Kiki Smith, Martha Wilson ; President's Award for Art & Activism : Petra Kuppers
- 2016 : Tomie Arai, Helène Aylon, Sheila Levrant de Bretteville, Juana Guzman ; President's Award for Art & Activism : Stephanie Sherman
- 2017 : Audrey Flack, Mary Schmidt Campbell, Charlene Teters, Martha Rosler ; President's Award for Art & Activism : Kat Griefen
- 2018 : Lee Bontecou, Lynn Hershman Leeson, Gloria Orenstein, Renée Stout ; President's Award for Art & Activism : Kathy Gallegos and Amelia Jones
- 2019 : Olga de Amaral, Mary Beth Edelson, Gladys Barker Grauer, Mira Schor ; President's Award for Art & Activism : L. J. Roberts and Aruna S'Souza
- 2020 : Joyce Fernandes, Michiko Itatani, Alison Saar, Judith Stein ; President's Award for Art & Activism : Rose B. Simpson